# Gadolosaurus
"Gadolosaurus" là tên không chính thức được đặt cho một chi khủng long ornithopoda sống vào thời kỳ Creta muộn tại Mông Cổ. Dù tên này được công bố năm 1979, nó chưa bao giờ được mô tả chính thức, và hiện được xem là nomen nudum. "Gadolosaurus" xuất hiện lần đầu trong một quyển sách của nhà cổ sinh vật học Tsunemasa Saito.